# Peraphyllum ramosissimum
Peraphyllum ramosissimum är en rosväxtart som beskrevs av Thomas Nuttall, John Torrey och Gray. Peraphyllum ramosissimum ingår i släktet Peraphyllum och familjen rosväxter. Inga underarter finns listade i Catalogue of Life.

## Bildgalleri

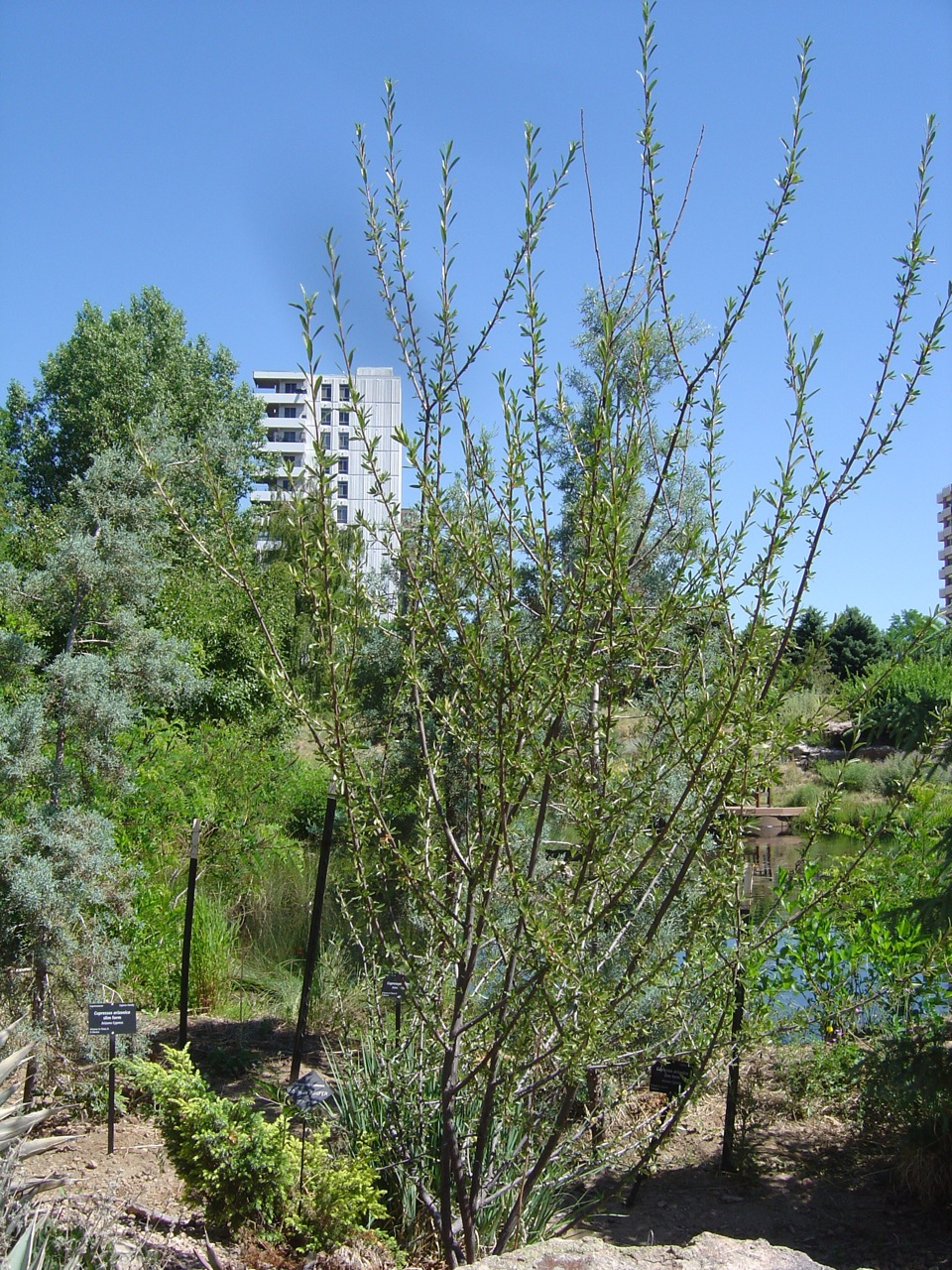
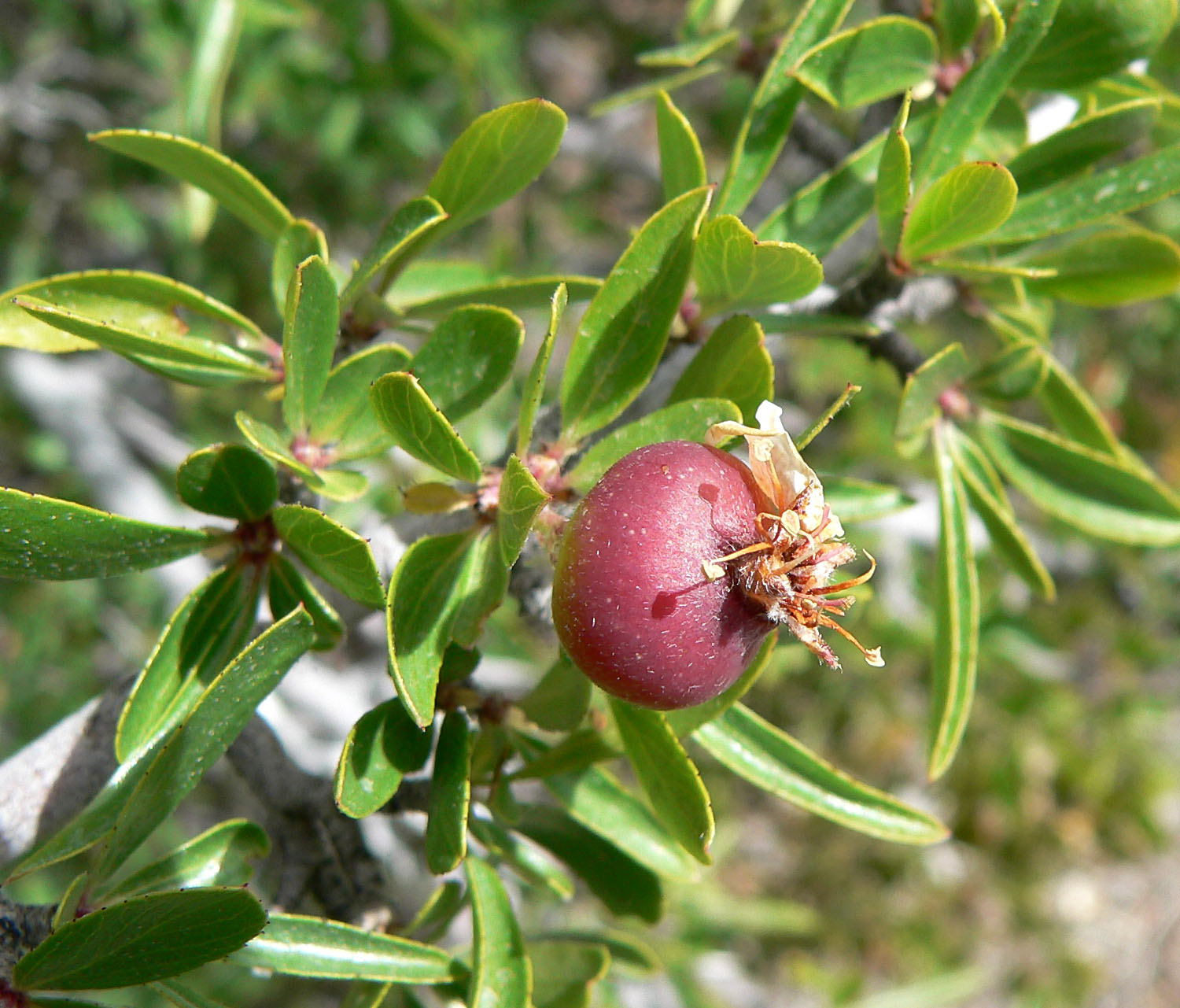
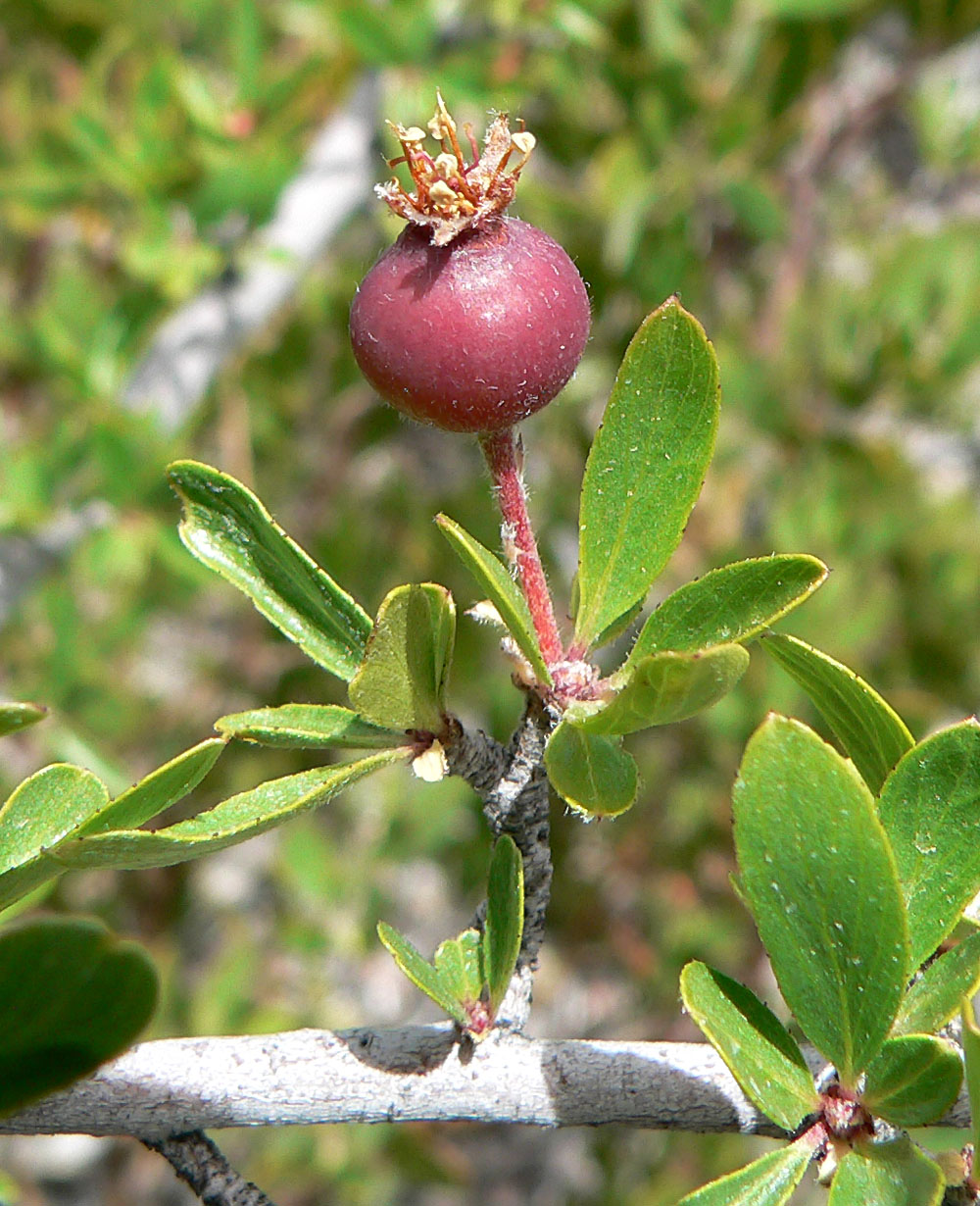
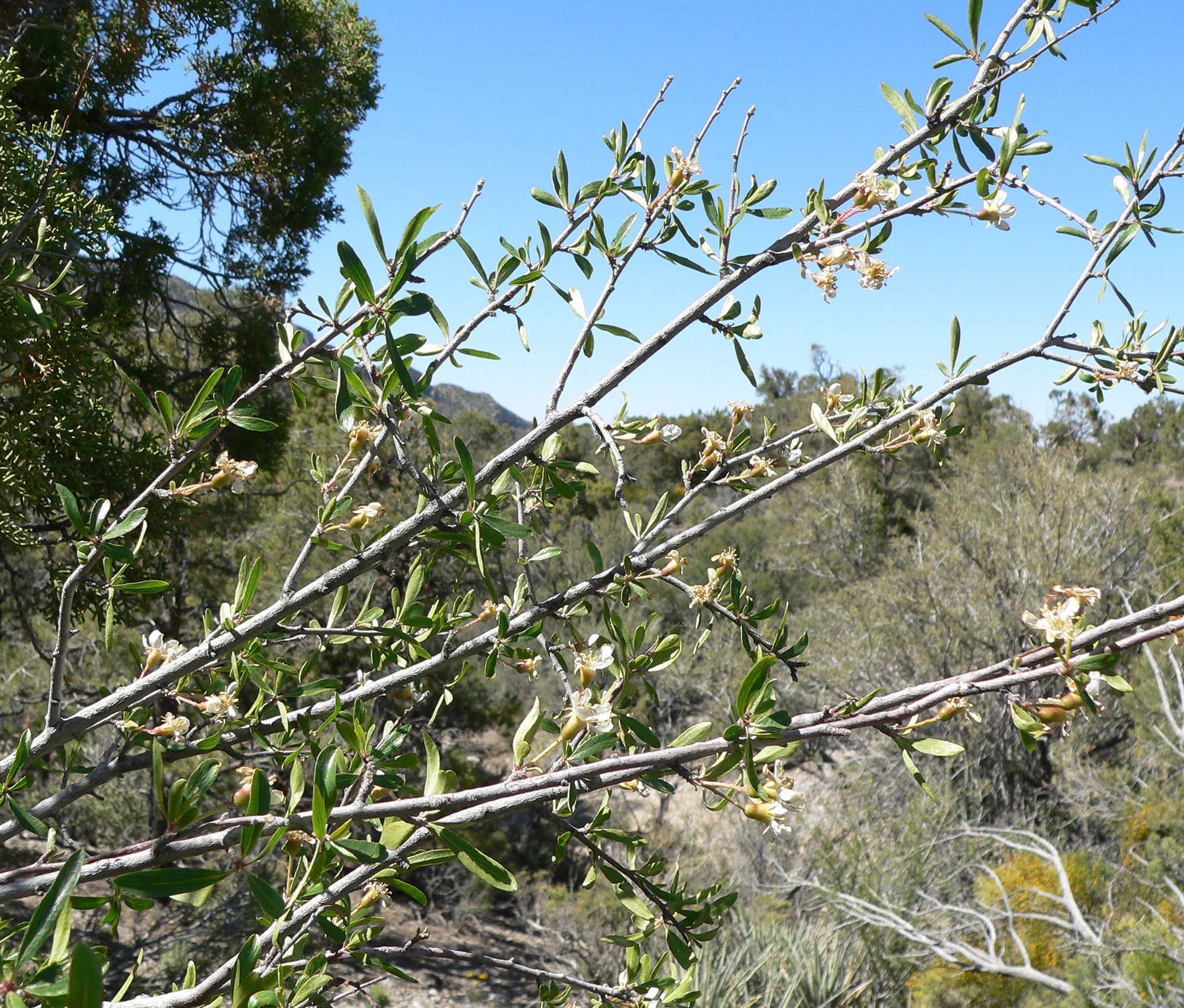
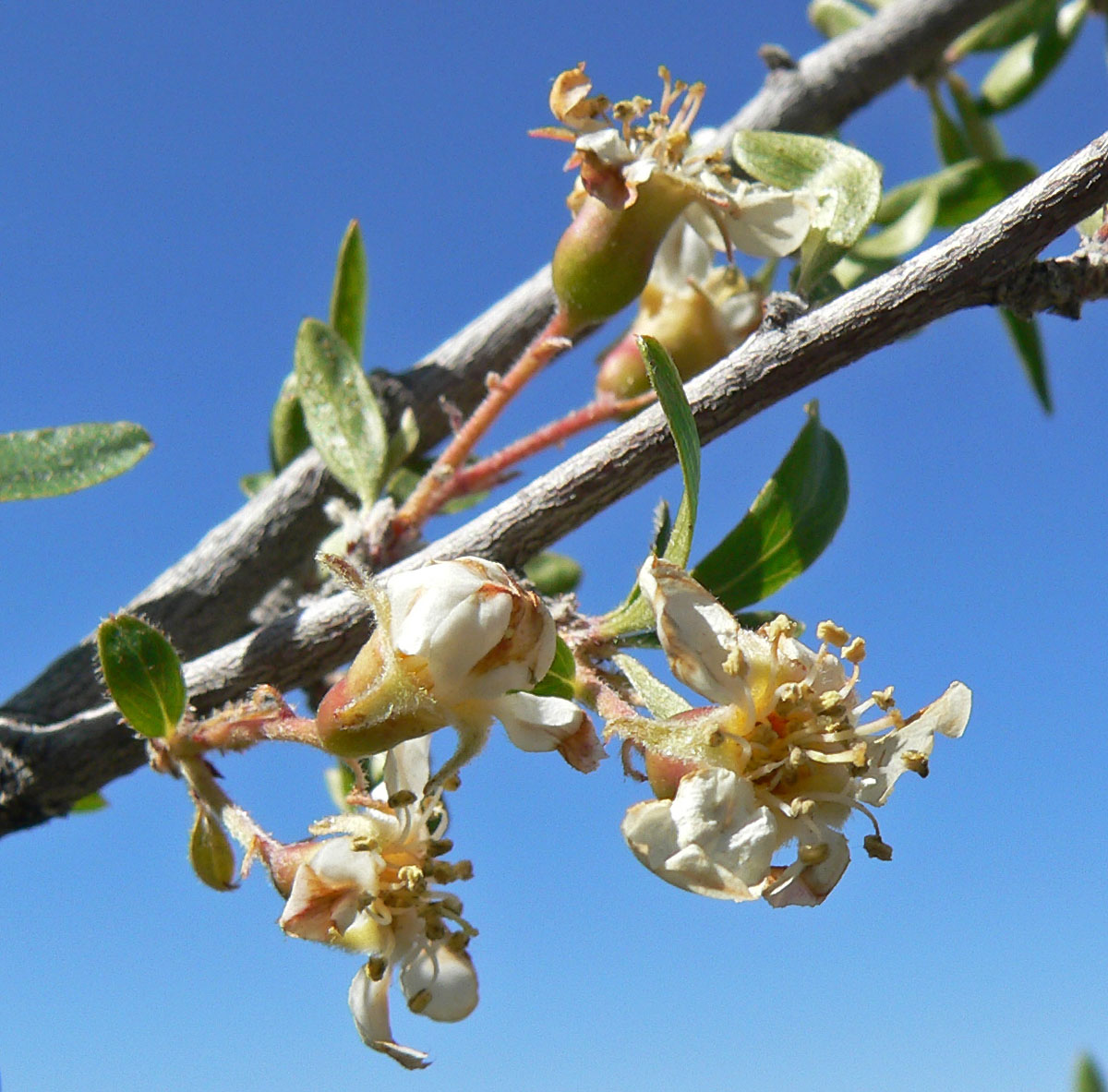
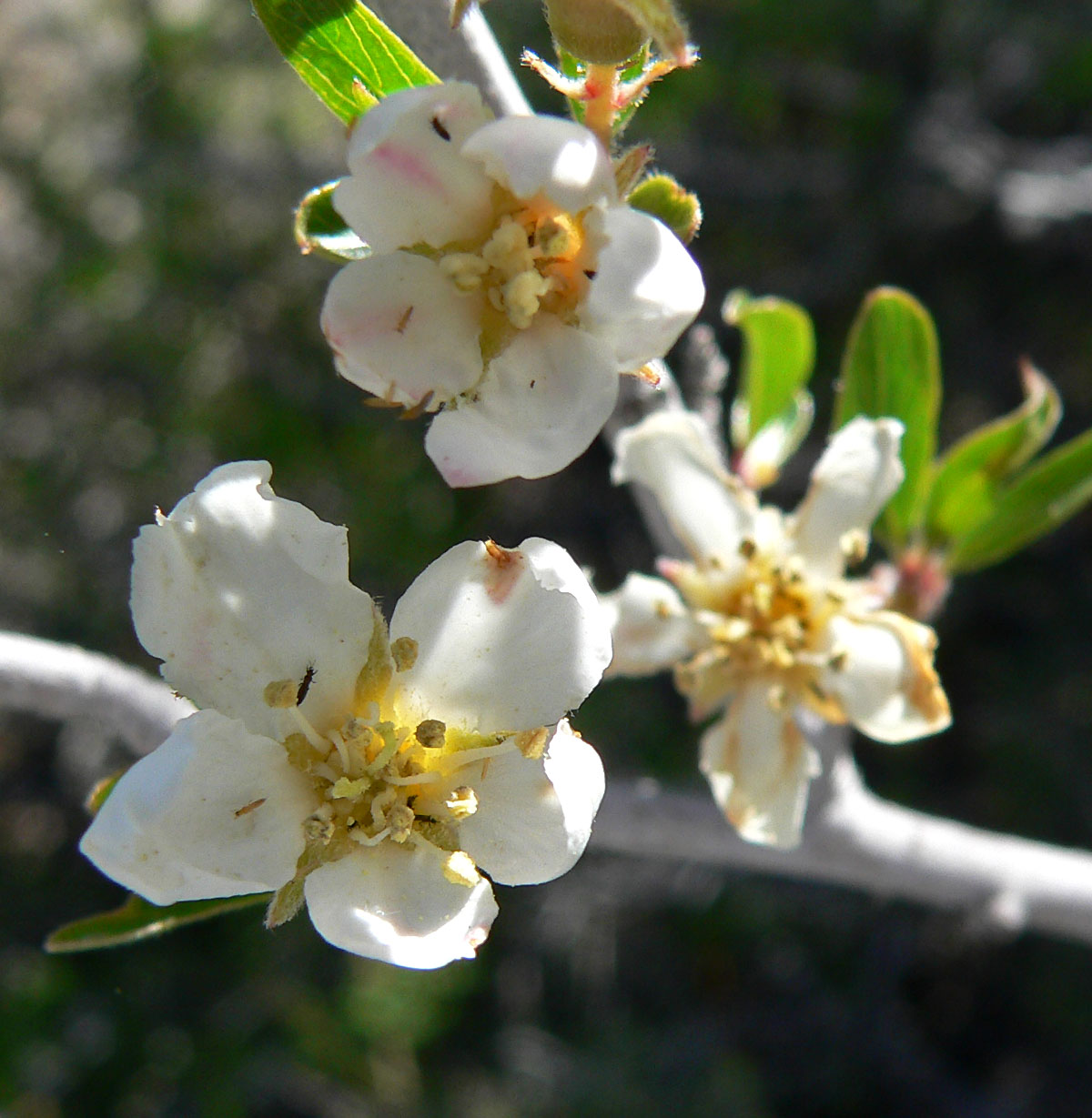